# Tokio Hotel
Tokio Hotel – niemiecki zespół muzyczny, powstały w 2001 roku z inicjatywy braci-bliźniaków Billa i Toma Kaulitzów, do których dołączyli Gustav Schäfer i Georg Listing.
Zespół zadebiutował na rynku muzycznym w sierpniu 2005 roku singlem „Durch den Monsun”, który trafił na niemieckie listy przebojów. Podobny sukces osiągnął drugi singel grupy, „Schrei” który zyskał popularność w innych krajach, w tym w Polsce. Single pochodziły z debiutanckiego albumu studyjnego zespołu, Schrei, wydanego we wrześniu 2005 roku.
W 2007 roku zespół nagrał kolejny album studyjny zatytułowany Zimmer 483, który promowany był przez single „Übers Ende der Welt” i „Spring nicht”. W międzyczasie grupa zdobyła nagrodę Echo i trzy nagrody Comet, a także statuetkę podczas ceremonii wręczenia MTV Europe Music Awards. Do 2007 roku nakład ze sprzedaży wszystkich wydawnictw muzycznych Tokio Hotel w Niemczech przekroczył sumę ponad 3 milionów albumów, a na świecie ponad 9 milionów. W 2008 roku jako pierwszy niemiecki zespół odebrali amerykańską nagrodę MTV Video Music Awards w kategorii „Najlepszy nowy artysta”. Sukces poprzednich albumów powtórzył kolejny, Humanoid, wydany w październiku 2009 roku w dwóch wersjach językowych: niemieckiej i angielskiej. Dwa lata później Tokio Hotel dostał nagrodę MTV Video Music Awards Japan, również jako pierwszy zespół z Niemiec.
Po trasie koncertowej w 2010 roku, bracia Kaulitz przeprowadzili się z Niemiec do Stanów Zjednoczonych, jako powód podając brak inspiracji i prywatności, ataki stalkerów oraz włamanie do ich domu w Hamburgu. Przez kolejne cztery lata Tokio Hotel skupili się na produkowaniu nowej muzyki. Czwarty album studyjny Kings of Suburbia, wydany w październiku 2014 roku, szybko zyskał tytuł najlepiej sprzedającego się wydawnictwa zespołu na iTunes.
W 2015 roku wygasł kontrakt Tokio Hotel z Universal Music, ponadto zespół zakończył współpracę z dotychczasowymi producentami. Kolejny album Dream Machine został wyprodukowany w pełni przez Billa i Toma Kaulitzów, a wydany przez wytwórnię Starwatch Music, należącą do Sony Music.

## Nazwa zespołu
Jak tłumaczą sami muzycy, nazwa zespołu ma „oddawać to, co dane im jest przeżywać”. Tokio jest odwołaniem do stolicy Japonii, do której członkowie zespołu chcieliby pojechać, gdyż jest to miasto „równie jak oni szalone”. Hotel nawiązuje do faktu, że w związku z granymi trasami koncertowymi wiele czasu spędzają w hotelach. W jednym z wywiadów Bill Kaulitz dodał, że najlepiej tworzy mu się w hotelach i samochodach.
Poprzednia nazwa Devilish (z ang. „diabelny”), została zmieniona, ponieważ zespół nie chciał mieć mrocznego wizerunku.

## Historia

### Początki
Bracia Kaulitz interesowali się muzyką od najmłodszych lat. Bill śpiewał i grał na keyboardzie, wziął także udział w telewizyjnym programie dla młodych talentów muzycznych Star Search, natomiast Tom zaczął grać na gitarze, będąc zainspirowanym do tego przez swojego ojczyma. W wieku dziewięciu lat wpadli na pomysł założenia zespołu, który nazwali Black Questionmark. Początkowo tworzyli piosenki w języku niemieckim, jednak z czasem powstało kilka piosenek w języku angielskim. Następnie, jako zespół Devilish, często występowali w klubie Gröninger Bad w swoim rodzinnym mieście, Magdeburgu – jak sami później wspominali, czasami były to występy dla tylko dziesięciu osób. Podczas jednego z klubowych koncertów Bill i Tom poznali Gustava Schäfera i Georga Listinga, z którymi zaprzyjaźnili się i nawiązali współpracę w ramach zespołu o nazwie „Tokio Hotel”. Z kolei na jednym z późniejszych występów zostali odkryci przez producentów Dave’a Rotha, Pata Benzera, Davida Joosta i Petera Hoffmanna.

### 2003–2006:Schrei
W 2003 roku młodzi muzycy zaczęli tworzyć materiał na swój debiutancki album studyjny. 15 sierpnia 2005 roku ukazał się ich debiutancki singel „Durch den Monsun”, który tygodniami utrzymywał się na pierwszym miejscu niemieckich list przebojów. Drugi singel grupy, „Schrei”, zyskał popularność w kilku krajach, w tym m.in. w Polsce. Single zapowiadały debiutancki album studyjny zespołu, Schrei, który ukazał się 19 września 2005 roku, a pozostałymi singlami promującymi wydawnictwo zostały „Rette mich” i „Der letzte Tag”. Album Schrei zyskał ogólnoświatowe uznanie i sprzedał się w nakładzie około 1,5 miliona egzemplarzy. Przyniósł zespołowi wielką popularność, głównie wśród nastolatków. W marcu 2006 roku zakończyła się trasa koncertowa Tokio Hotel Schrei Tour. Podzielona ona została na dwie części: Schrei Tour 2005 oraz Schrei Tour 2006. W 2006 roku zespołowi towarzyszył jako support polski zespół Blog 27. Koncerty odbywały się na terenie całych Niemiec, a także Austrii i Szwajcarii.

### 2007–2010:Zimmer 483,ScreamiHumanoid

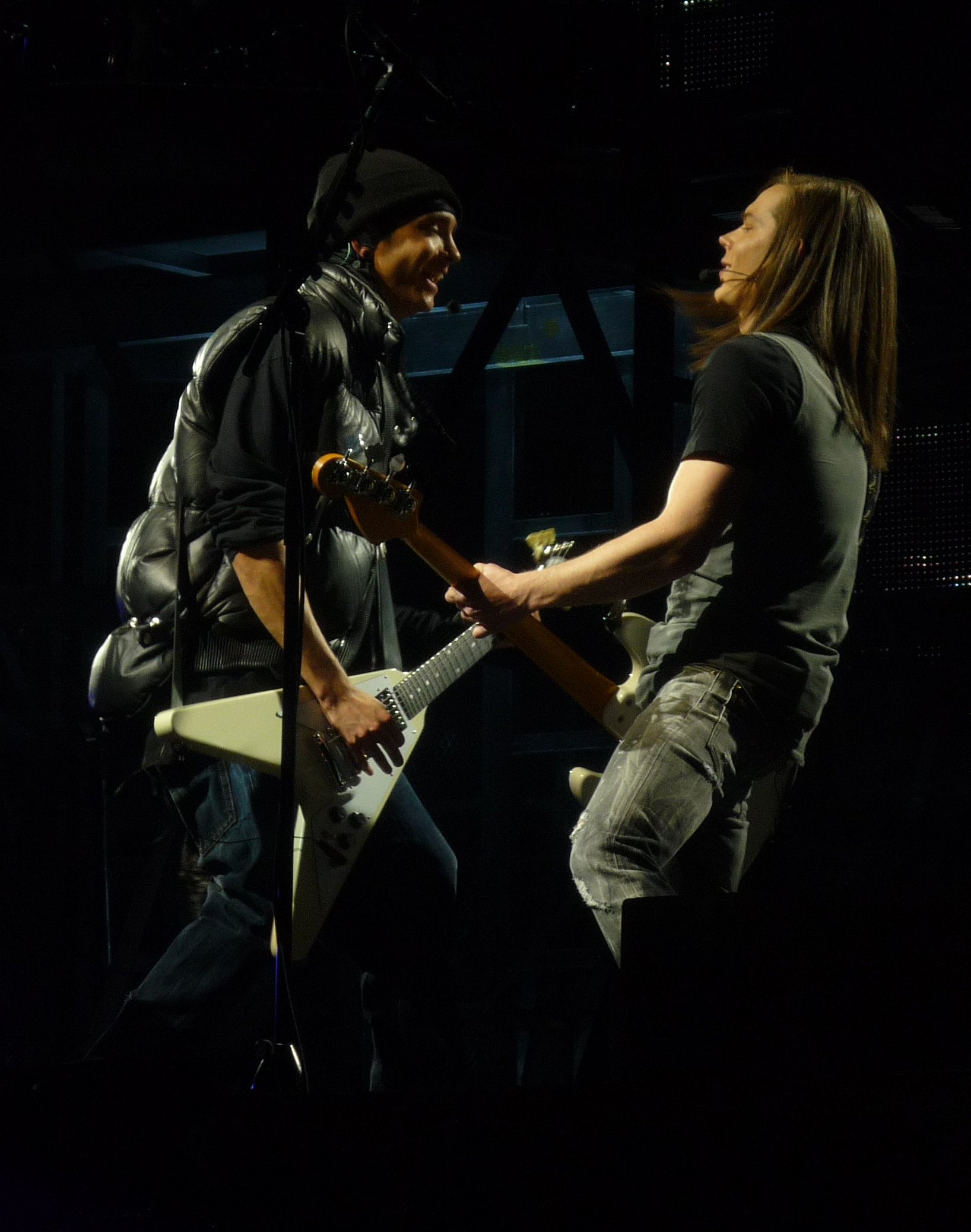
Tom Kaulitz i Georg Listing w trakcie koncertu w Zurychu w 2010 roku

23 lutego 2007 roku ukazał się drugi album studyjny Tokio Hotel, zatytułowany Zimmer 483. Wydawnictwo szybko trafiło na pierwsze miejsce niemieckich list najczęściej kupowanych albumów. Pierwszym promującym album singlem został utwór „Übers Ende der Welt”, który trafił do sprzedaży w styczniu 2007 roku. Pod koniec lutego premierę miało ekskluzywne wydanie albumu, wzbogacone o płytę DVD. Drugim singlem z wydawnictwa został utwór „Spring nicht”, który ukazał się w kwietniu 2007 roku. Trasa promująca album o nazwie The Zimmer 483 Tour rozpoczęła się na przełomie marca i kwietnia. Pozostałymi singlami z albumu zostały piosenki „An deiner Seite (Ich bin da)” i „1000 Meere”. W międzyczasie grupa zdobyła nagrodę Echo i trzy nagrody Comet, a także statuetkę podczas ceremonii wręczenia MTV Europe Music Awards. 
3 kwietnia 2007 roku rozpoczęła się ich trasa koncertowa o nazwie Tour 483. W tym czasie muzycy zagrali też na wielu galach muzycznych (Echo, Comet) oraz na koncertach typu The Dome (koncerty organizowane przez stację RTL2). 14 lipca 2007 roku, tj. w Święto Narodowe Francji, Tokio Hotel zagrali na zaproszenie prezydenta Francji przed półmilionową publicznością. W tym samym roku zespół wystąpił w Izraelu, będąc tym samym pierwszym niemieckim artystą, jaki wystąpił na terenie tego kraju. Jako, że zespół cieszył się niemałą międzynarodową popularnością, postanowił wypuścić na rynek pierwszy w karierze album z piosenkami w języku angielskim. Ten, zatytułowany Scream, wydany został 4 czerwca 2007 roku i zawierał anglojęzyczne wersje wybranych utworów z dwóch pierwszych albumów. Scream promowany był przez utwór „Monsoon”, będący anglojęzycznym odpowiednikiem piosenki „Durch den Monsun”. Do 2007 roku nakład ze sprzedaży wszystkich wydawnictw Tokio Hotel w Niemczech przekroczył sumę ponad 3 milionów albumów, a na świecie ponad 9 milionów.

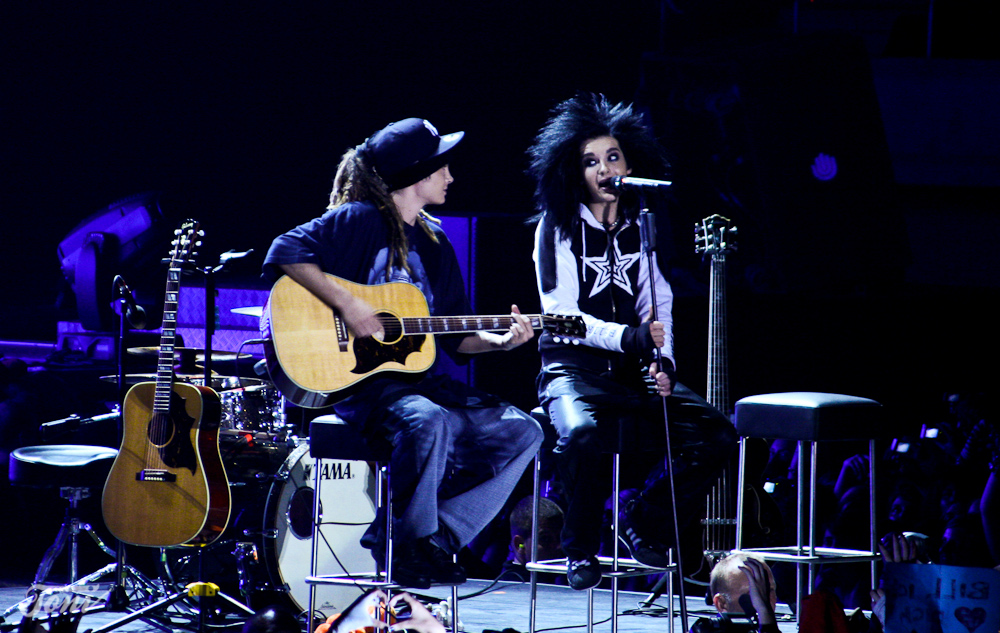
Bill i Tom Kaulitz podczas koncertu w Barcelonie w 2008 roku

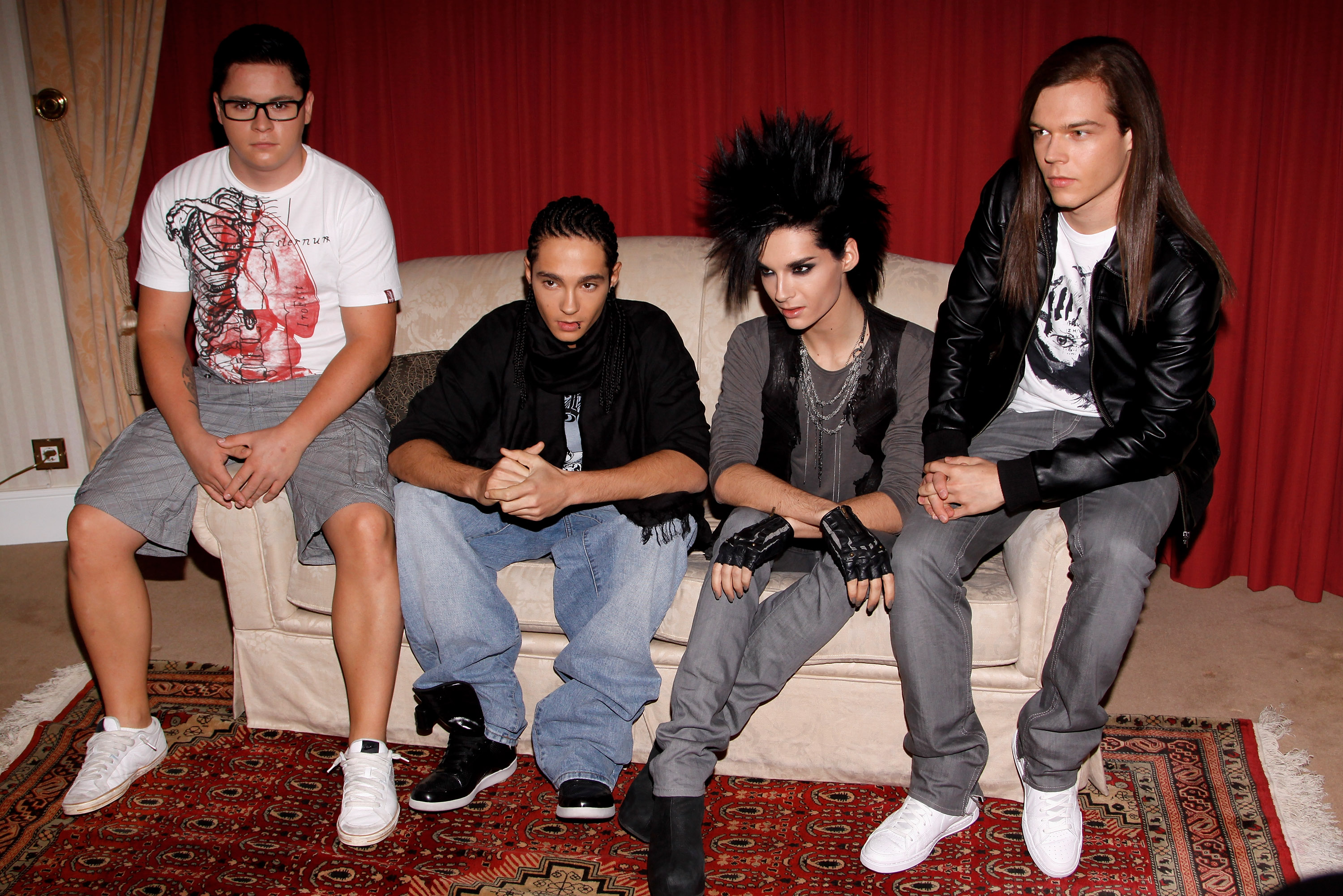
Członkowie zespołu Tokio Hotel w Grecji w 2009 roku

W 2008 roku zaczęła się nowa trasa koncertowa zespołu o nazwie 1000 Hotels European Tour, lecz musiała zostać anulowana z powodu choroby Billa Kaulitza. Pod koniec marca wokalista zmuszony był poddać się operacji usunięcia cysty ze strun głosowych. W tym samym roku jako pierwszy niemiecki Tokio Hotel otrzymał amerykańską nagrodę MTV Video Music Awards w kategorii „Najlepszy nowy artysta”. Do końca roku zespół zagrał kilka koncertów w Europie i Ameryce Północnej, po czym w grudniu zaczął nagrywać nowy album. 
Na początku 2009 roku producent zespołu David Joost zapowiedział premierę albumu na październik. W lipcu gitarzysta Tom Kaulitz poinformował, że nowe wydawnictwo będzie się nazywać Humanoid, zaś singlem promującym będzie piosenka „Automatisch”/„Automatic”. Pierwszy koncert w ramach trasy Welcome to Humanoid City promującej nowy album odbył się 27 sierpnia 2009 roku w Kolonii. Zespół odwiedził łącznie 32 miasta na świecie. Sam album Humanoid został nagrany w języku niemieckim i angielskim, obie wersje miały swoją premierę na całym świecie w tym samym czasie, czyli 2 października 2009. Drugim singlem z nowego albumu został utwór „Lass uns Laufen”/„World Behind My Wall”.
Po trasie koncertowej w 2010 roku, bracia Kaulitz przeprowadzili się z Niemiec do Stanów Zjednoczonych, jako powód podając brak inspiracji i prywatności, ataki stalkerów oraz włamanie do ich domu w  Hamburgu.

### 2011–2015:Kings of Suburbia
W 2011 roku Tokio Hotel dostał nagrodę MTV Video Music Awards Japan, stając się pierwszym zespołem z Niemiec uhonorowanym tym wyróżnieniem. W grudniu 2011 roku Bill i Tom Kaulitzowie za pomocą aplikacji BTK Twins opublikowali pierwsze zdjęcia ze studia nagrań oraz potwierdzili, że zespół pracuje nad kolejnym albumem. W styczniu 2014 roku ogłoszono, że album jest już gotowy i wyjdzie w tymże roku. 12 września ukazał się pierwszy singiel z wydawnictwa zatytułowany „Run Run Run”. Do końca miesiąca premierę miały pozostałe dwa single z albumu – „Girl Got a Gun” i „Love Who Loves You Back”.
3 października 2014 roku zespół wydał swój piąty album studyjny zatytułowany Kings of Suburbia, który kilka dni po premierze znalazł się na szczycie najlepiej sprzedających się albumów w serwisie iTunes w około dwudziestu krajach. W 2015 roku wygasł kontrakt Tokio Hotel z Universal Music, ponadto zespół zakończył współpracę z producentami: Davidem Jostem, Peterem Hoffmannem, Dave’em Rothem i Patrickiem Benznerem. W marcu 2015 roku w Londynie wystartowała trasa Feel It All World Tour, w ramach której Tokio Hotel zagrali serię koncertów w Europie, Stanach Zjednoczonych, Ameryce Łacińskiej oraz Rosji. Show grane w ramach tej trasy znacznie odbiegało formą od tych sprzed lat. Zespół grał przede wszystkim w klubach muzycznych, aby uzyskać wrażenie „bliskości i intymności” oraz by wprowadzić klimat „nocnego życia”, które było inspiracja dla albumu Kings of Suburbia. Trasa ostatecznie zakończyła się 10 listopada 2015 roku w Moskwie.

### 2016–2017:Dream Machine

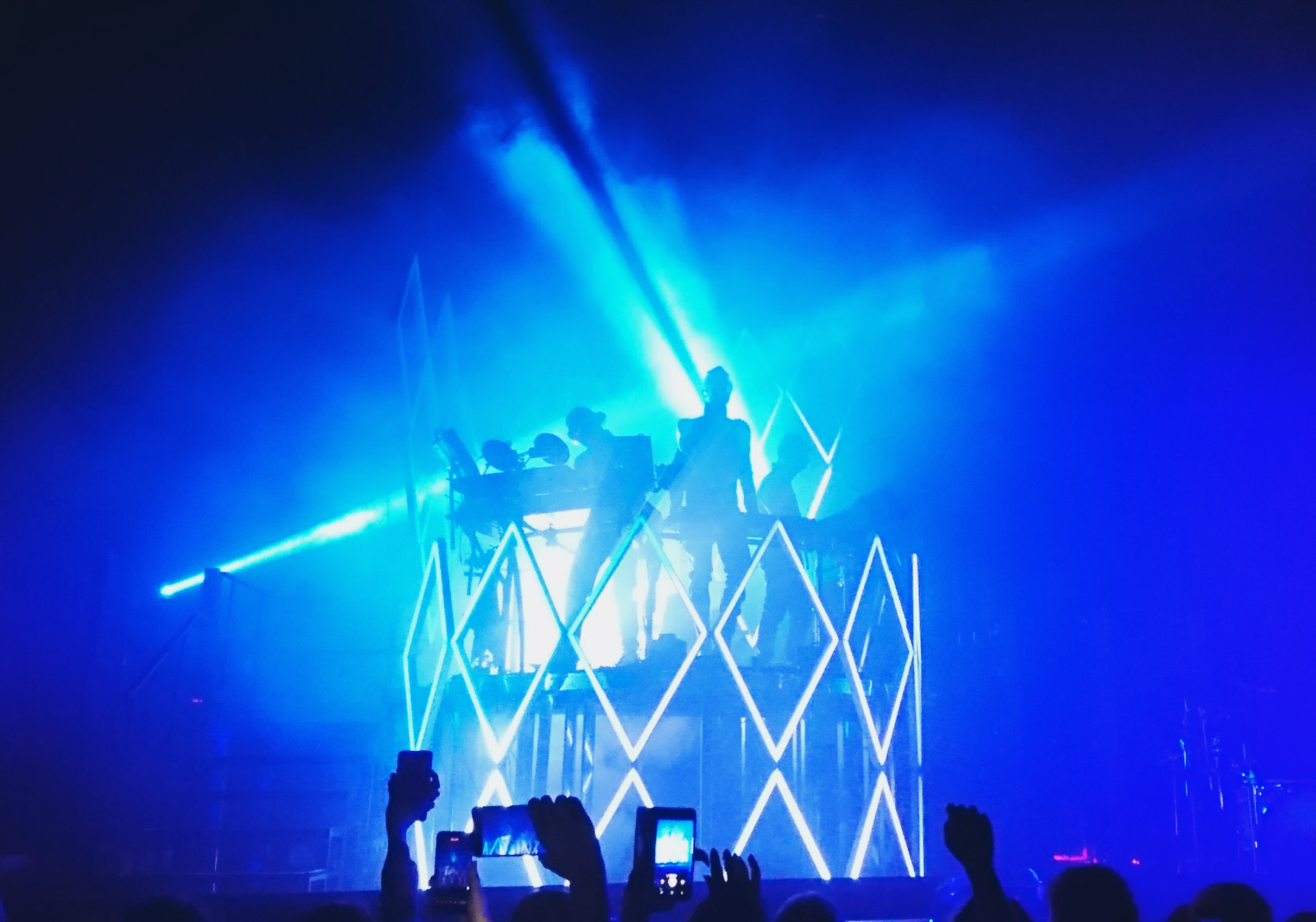
Tokio Hotel podczas koncertu w Berlinie w 2017 roku

W trakcie pobytu Billa i Toma Kaulitz w Niemczech w okolicach świąt Bożego Narodzenia w 2015 roku, zespół rozpoczął produkowanie kolejnego albumu studyjnego. Kilka miesięcy później wokalista Bill wydał solowy projekt pod pseudonimem BILLY. W dniu urodzin bliźniaków Kaulitz, tj. 1 września 2016 roku, ogłoszono trasę koncertową o nazwie Dream Machine Tour. 23 grudnia 2016 ruszyła przedsprzedaż albumu Dream Machine, wraz z natychmiastowa możliwością pobrania pierwszego singla „Something New”. Tydzień później udostępniono kolejny singel „What If”.
W międzyczasie wygasł kontrakt Tokio Hotel z wytwórnią Universal Music Group, dlatego zespół rozpoczął produkcję pod szyldem De-Code Ltd. i Devilish (nawiązanie do poprzedniej nazwy zespołu) przy wsparciu Starwatch Music, wytwórni należącej do Sony Music. Światowa premiera albumu Dream Machine odbyła się 3 marca 2017 roku. Nieco ponad tydzień później Tokio Hotel rozpoczęli trasę Dream Machine Tour koncertem w Londynie. Obejmowała ona serię występów w Europie i Rosji, w tym po raz czwarty Polskę. Z powodów logistycznych i imigracyjnych zespół został zmuszony do odwołania części obejmującej Stany Zjednoczone i Kanadę.

### 2018–2020: trasa Melancholic Paradise Tour i nowe piosenki
29 października 2018 roku zespół zapowiedział w serwisie Twitter nową trasę koncertową o nazwie Melancholic Paradise Tour. Trasa ta rozpoczęła się w kolejnym roku, w którym Tokio Hotel wydał także trzy single: „Melancholic Paradise”, „When It Rains It Pours” i „Chateau”. W ramach trasy Melancholic Paradise Tour zespół w 2019 i na początku 2020 roku zagrał 43 koncerty w Europie i Stanach Zjednoczonych, jednak nie dokończył jej z powodu pandemii COVID-19 – z tego samego powodu do skutku nie doszła trasa koncertowa w Ameryce Południowej, której początek planowano na marzec 2020 roku.
Czas niemożności koncertowania Tokio Hotel postanowił wykorzystać na stworzenie nowego albumu i nowych piosenek. Muzycy podjęli się przygotowania nowej wersji jednego ze swoich największych przebojów, „Durch den Monsun”, na okoliczność wypadającej w 2020 roku 15. rocznicy jego wydania. Ta, zatytułowana „Durch den Monsun 2020”, opublikowana została 2 października 2020 roku. Natomiast pięć dni później zespół za pośrednictwem Twittera poinformował, że 16 października ukaże się „Monsoon 2020”,  nowa odsłona piosenki „Monsoon”, anglojęzycznej wersji „Durch den Monsun”.
W grudniu 2020 roku zespół opublikował w internecie utwór „Berlin”, nagrany z gościnnym udziałem amerykańskiej wokalistki o pseudonimie VVAVES, a ponadto ogłosił na kolejny rok europejską trasę koncertową o nazwie Beyond the World Tour. Muzycy pracowali wówczas w berlińskim studiu nad swoim kolejnym albumem studyjnym.

### Od 2021: trasa Beyond the World Tour i2001
15 stycznia 2021 roku Tokio Hotel za pośrednictwem Twittera ogłosił opublikowanie utworu „White Lies”, nagranego z gościnnym udziałem zespołu VIZE. 
W maju 2021 roku trasa koncertowa Beyond the World Tour została przeniesiona na 2022 rok w związku z pandemią COVID-19. 27 maja 2021 roku, podczas finału programu telewizyjnego Germany’s Next Topmodel, premierę miał przygotowany przez Tokio Hotel i VIZE pod koniec 2020 roku cover utworu „Behind Blue Eyes”, oryginalnie stworzonego przez zespół The Who. Wykonanie utworu w finale programu uwieczniono na materiale filmowym, nakręconym w taki sposób, żeby wyglądał jak niezależny teledysk, który nie zdradza, że został stworzony podczas programu telewizyjnego na żywo. Teledysk, będący pierwszym klipem nagranym w ten sposób w Niemczech, pojawił się w serwisie YouTube zaraz po zakończeniu emisji Germany’s Next Topmodel.
26 października 2021 roku do sieci trafił nowy utwór Tokio Hotel, zatytułowany „Here Comes the Night”. Towarzyszył mu tekstowy teledysk, wykorzystujący przysłane przez fanów odręcznie napisane wersy.
4 lutego 2022 roku zespół opublikował nowy singel „Bad Love”. W marcu tego roku trasa Beyond the World Tour została po raz kolejny przełożona o rok, tym razem z powodu „obecnej sytuacji politycznej”.
8 kwietnia 2022 roku ukazał się nowy singel Tokio Hotel, noszący tytuł „HIM”. Zespół napisał go i wyprodukował wspólnie z ROCKMAFIA.
18 listopada 2022 roku do sprzedaży trafił siódmy album studyjny zespołu, zatytułowany 2001.

## Dyskografia
| Rok  | Tytuł             |
| ---- | ----------------- |
| 2005 | Schrei            |
| 2007 | Zimmer 483        |
| 2007 | Scream            |
| 2009 | Humanoid          |
| 2014 | Kings of Suburbia |
| 2017 | Dream Machine     |
| 2022 | 2001              |

## Trasy koncertowe
| Lp. | Lata      | Nazwa trasy                                                   | Informacje na temat trasy |
| --- | --------- | ------------------------------------------------------------- | --- |
| 1.  | 2005–2006 | Schrei Live Tour                                              | - Obejmowała 58 koncertów (głównie w Niemczech). - Składała się z trzech części. - Jedna z części była grana jako Open Air. |
| 2.  | 2007      | Zimmer 483 Tour                                               | - Obejmowała 38 koncertów. - Składała się z dwie części. - Trasa obejmowała także Polskę. |
| 3.  | 2007–2008 | North America Tour                                            | - Obejmowała dziewiętnaście koncertów na terenie Stanów Zjednoczonych. |
| 4.  | 2008      | 1000 Hotels Europa Tour                                       | - Obejmowała 24 koncerty w Europie. - Z powodu choroby Billa Kaulitza zespół zagrał tylko dziewięć pierwszych koncertów. - Trasę kontynuowano po ponad miesięcznej rekonwalescencji wokalisty. Druga część trasy obejmowała kolejne dziewięć koncertów.                                                      |
| 5.  | 2010      | Welcome to Humanoid City Tour                                 | - Trasa obejmowała 38 koncertów (w Europie, Azji i Ameryce Południowej) - Producenci z powodów technicznych zmuszeni byli do odwołania pięciu koncertów. - Trasa ponownie obejmowała Polskę, 14 marca 2010 zespół zagrał w łódzkiej Atlas Arenie. - 15 grudnia 2010 zespół wystąpił po raz pierwszy w Tokio. |
| 6.  | 2015      | Feel It All World Tour 2015, cz. 1 : The Club Experience      | - Trasa obejmowała 15 koncertów w Europie. - 27 marca Tokio Hotel zagrali w klubie Stodoła w Warszawie. - Koncerty odbywały się w klubach. - Po raz pierwszy zostały wprowadzone tzw. pakiety VIP. |
| 6.  | 2015      | Feel It All World Tour 2015, cz. 2: Ameryka Północna          | - Trasa obejmowała 14 koncertów na terenie Stanów Zjednoczonych. - W wybranych miastach, m.in. w Las Vegas i Los Angeles, zespół organizował ekskluzywne imprezy after party, na które fani mogli kupić wejściówki.                                                                                          |
| 6.  | 2015      | Feel It All World Tour 2015, cz. 3: The Arena Experience      | - Trasa obejmowała 8 koncertów na terenie Ameryki Łacińskiej. - W przeciwieństwie do pozostałych części trasy te koncerty odbywały się halach widowiskowych, a nie klubach. |
| 6.  | 2015      | Feel It All World Tour 2015, cz. 4: Rosja, Białoruś i Ukraina | - W ramach tej części trasy Tokio Hotel zagrali 19 koncertów na terenach Rosji, Białorusi i Ukrainy. - Błyskawicznie wyprzedany koncert w Moskwie zmusił zespół do dodania kolejnego wydarzenia w tym mieście.                                                                                               |
| 7.  | 2017      | Dream Machine Tour 2017                                       | - Trasa obejmowała 31 koncertów na terenie Europy i Rosji. - 12 kwietnia 2017 Tokio Hotel zagrali ponownie w Warszawie, tym razem w klubie Progresja. |
| 7.  | 2017      | Dream Machine Tour 2017 Encore                                | - Pod koniec roku zespół postanowił ponownie objechać Europę. W ramach serii 11 dodatkowych koncertów Tokio Hotel odwiedzili dwukrotnie Berlin oraz miasta nie uwzględnione podczas pierwszej części trasy.                                                                                                  |
| 7.  | 2018      | Dream Machine Tour 2018 North America (odwołana)              | - We wrześniu 2017 roku zespół ogłosił kolejną część trasy Dream Machine. Miała ona obejmować 20 koncertów w Stanach Zjednoczonych i Kanadzie. Tuż przed świętami Bożego Narodzenia Tokio Hotel zostali zmuszeni odwołać całą trasę z powodu „problemów logistycznych i imigracyjnych”.                      |
| 7.  | 2018      | Dream Machine Tour 2018 Encore II                             | - Tokio Hotel zapowiedzieli ostatnie koncerty w ramach trasy Dream Machine w Europie: dwa show w Berlinie oraz jedno w Moskwie. |
| 8.  | 2019–2020 | Melancholic Paradise Tour                                     | - W ramach trasy zespół zagrał 43 koncerty w Europie i Stanach Zjednoczonych. - Trasa nie została dokończona z powodu pandemii COVID-19. |

## Nagrody i wyróżnienia
| Nagrody i wyróżnienia | Nagrody i wyróżnienia      | Nagrody i wyróżnienia                            | Nagrody i wyróżnienia |
| Rok                   | Nagroda                    | Kategoria                                        | Uwagi                 |
| --------------------- | -------------------------- | ------------------------------------------------ | --------------------- |
| 2005                  | Złoty Pingwin              | Najlepszy singiel                                | Nagroda               |
| 2005                  | Złoty Pingwin              | Najlepszy zespół popowy/rockowy roku             | Nagroda               |
| 2005                  | Einslive Krone             | Najlepszy debiut roku                            | Nagroda               |
| 2005                  | Bambi Awards               | Najlepszy występ popowy                          | Nagroda               |
| 2006                  | Steiger Awards             | Najlepszy debiut                                 | Nagroda               |
| 2006                  | Regenbogen Awards          | Najlepszy debiut                                 | Nagroda               |
| 2006                  | Bravo Supershow            | Najlepszy zespół rockowy                         | Nagroda               |
| 2006                  | Bild Osgar Awards          | Muzyka                                           | Nagroda               |
| 2006                  | Amadeus Awards             | Najlepsze DVD                                    | Nagroda               |
| 2006                  | Amadeus Awards             | Najlepszy album roku                             | Nagroda               |
| 2006                  | Amadeus Awards             | Najlepszy singiel roku                           | Nagroda               |
| 2006                  | Goldene Stimmgabel         | Najlepszy pop                                    | Nagroda               |
| 2006                  | World Music Awards         | Best niemiecki artysta                           | Nagroda               |
| 2006                  | Eins Live Krone            | Najlepszy artysta na żywo                        | Nagroda               |
| 2006                  | Echo                       | Debiut roku                                      | Nagroda               |
| 2007                  | MTV EMA                    | Najlepszy kontakt z publicznością                | Nagroda               |
| 2007                  | Goldene Stimmgabel         | Najlepszy międzynarodowy zespół                  | Nagroda               |
| 2007                  | European Border Breakers   | Najlepszy album (Schrei)                         | Nagroda               |
| 2007                  | B.Z. Culture Awards        | Najlepszy zespół rockowy                         | Nagroda               |
| 2007                  | Echo                       | Najlepszy teledysk                               | Nagroda               |
| 2008                  | MTV EMA                    | Headliner                                        | Nagroda               |
| 2008                  | TMF Award                  | Najlepszy międzynarodowy artysta – Bill Kaulitz  | Nagroda               |
| 2008                  | TMF Awards                 | Najlepszy międzynarodowy teledysk („Don’t Jump”) | Nagroda               |
| 2008                  | MTV VMA                    | Najlepszy występ – Wybór fanów                   | Nagroda               |
| 2008                  | MTV VMA                    | Najlepszy debiut                                 | Nagroda               |
| 2008                  | TRL Awards                 | Singiel roku („Monsoon”)                         | Nagroda               |
| 2008                  | TRL Awards                 | Najlepszy zespół                                 | Nagroda               |
| 2008                  | Silver Otto                | Najlepszy zespół rockowy                         | Nagroda               |
| 2008                  | Grammy, Finlandia          | Najlepszy międzynarodowy artysta                 | Nagroda               |
| 2008                  | Echo Awards                | Najlepszy teledysk                               | Nagroda               |
| 2008                  | Golden Kamera              | Musik National                                   | Nagroda               |
| 2008                  | NRJ Music Awards           | Najlepszy międzynarodowy zespół                  | Nagroda               |
| 2008                  | Rockbjörnen Awards         | Najlepszy międzynarodowy zespół                  | Nagroda               |
| 2009                  | MTV EMA Berlin             | Najlepszy zespół                                 | Nagroda               |
| 2009                  | Select Live Awards         | Najlepszy międzynarodowy debiut                  | Nagroda               |
| 2009                  | Premios Telehit            | Najlepszy międzynarodowy zespół rockowy          | Nagroda               |
| 2009                  | Audi International         | Audi Generation Awards                           | Nagroda               |
| 2009                  | Hit eksportowy Niemiec     | Bayerischen Musiklöwen 2009                      | Nagroda               |
| 2009                  | Najlepszy artysta roku TRL | TRL Awards                                       | Nagroda               |
| 2009                  | Superzespół                | Golden Otto                                      | Nagroda               |
| 2010                  | NRJ Music Awards 2010      | Najlepsza grupa roku                             | Nagroda               |
| 2010                  | Viva Comet 2010            | Najlepszy występ na żywo                         | Nagroda               |
| 2010                  | Kids Choice Awards         | Ulubiona gwiazda muzyki                          | Nagroda               |
| 2010                  | Radio Regenbogen Awards    | Międzynarodowy zespół roku                       | Nagroda               |
| 2010                  | Złoty Pingwin              | Najlepsza płyta                                  | Nagroda               |
| 2010                  | Złoty Pingwin              | Najlepszy zespół                                 | Nagroda               |
| 2010                  | MTV EMA                    | Najlepszy międzynarodowy występ                  | Nagroda               |
| 2011                  | MTV O Music Award          | Najlepsza grupa fanów                            | Nagroda               |
| 2012                  | MTV O Music Award          | Najlepsza grupa fanów                            | Nagroda               |
| March Music Madness   | Najlepszy zespół           |                                                  | Nagroda               |
| 2013                  | MTV O Music Award          | Najlepsza grupa fanów                            | Nagroda               |
| 2013                  | MTV EMA                    | Największa grupa fanów                           | Nagroda               |

| Comet            | Comet                                        | Comet   |
| Rok              | Kategoria                                    | Uwagi   |
| ---------------- | -------------------------------------------- | ------- |
| 2005             | Super Comet 2005                             | Nagroda |
| 2005             | Najlepszy debiutant                          | Nagroda |
| 2006             | Najlepszy debiut                             | Nagroda |
| 2007             | Super Comet                                  | Nagroda |
| 2007             | Najlepszy zespół                             | Nagroda |
| 2007             | Najlepszy teledysk                           | Nagroda |
| 2008             | Super Comet                                  | Nagroda |
| 2008             | Najlepszy teledysk („An deiner Seite”)       | Nagroda |
| 2008             | Najlepszy występ na żywo                     | Nagroda |
| 2008             | Najlepszy zespół                             | Nagroda |
| 2009             | Najlepsza gwiazda sieci                      | Nagroda |
| 2010             | Najlepszy występ na żywo                     | Nagroda |
| MTV Latin Awards |                                              |         |
| Rok              | Kategoria                                    | Uwagi   |
| 2008             | Najlepszy fanklub                            | Nagroda |
| 2008             | Najlepszy międzynarodowy debiut              | Nagroda |
| 2008             | Najlepszy dzwonek telefoniczny („Monsoon”)   | Nagroda |
| 2008             | Piosenka roku                                | Nagroda |
| Hitkrant Awards  |                                              |         |
| Rok              | Kategoria                                    | Uwagi   |
| 2008             | Najbardziej przerażający chłopak – Bill      | Nagroda |
| 2008             | Najgorętszy chłopak – Bill                   | Nagroda |
| 2008             | Piosenka, która zostaje w głowie („Monsoon”) | Nagroda |
| 2008             | Piosenka, która poprawia nastrój („Monsoon”) | Nagroda |
| 2008             | Najlepszy koncert                            | Nagroda |